# Lista de ministros da Fazenda do Brasil
Esta é uma lista de ministros da Fazenda do Brasil.

## Império

### Primeiro reinado
| Foto | Nome                                                                                      | Início                 | Fim                    | Chefe de Governo |
| ---- | ----------------------------------------------------------------------------------------- | ---------------------- | ---------------------- | ---------------- |
|      | Martim Francisco Ribeiro de Andrada                                                       | 7 de setembro de 1822  | 17 de julho de 1823    | D. Pedro I       |
|      | Manuel Jacinto Nogueira da Gama (marquês de Baependi)                                     | 17 de julho de 1823    | 10 de novembro de 1823 | D. Pedro I       |
|      | Sebastião Luís Tinoco da Silva                                                            | 10 de novembro de 1823 | 13 de novembro de 1823 | D. Pedro I       |
|      | Mariano José Pereira da Fonseca (marquês de Maricá)                                       | 13 de novembro de 1823 | 21 de novembro de 1825 | D. Pedro I       |
|      | Felisberto Caldeira Brant Pontes de Oliveira Horta (marquês de Barbacena)                 | 21 de novembro de 1825 | 20 de janeiro de 1826  | D. Pedro I       |
|      | Antônio Luís Pereira da Cunha (marquês de Inhambupe)                                      | 20 de janeiro de 1826  | 21 de janeiro de 1826  | D. Pedro I       |
|      | Manuel Jacinto Nogueira da Gama (marquês de Baependi)                                     | 21 de janeiro de 1826  | 16 de janeiro de 1827  | D. Pedro I       |
|      | João Severiano Maciel da Costa (marquês de Queluz)                                        | 16 de janeiro de 1827  | 20 de novembro de 1827 | D. Pedro I       |
|      | Miguel Calmon du Pin e Almeida (marquês de Abrantes)                                      | 20 de novembro de 1827 | 15 de junho de 1828    | D. Pedro I       |
|      | José Clemente Pereira                                                                     | 16 de junho de 1828    | 18 de junho de 1828    | D. Pedro I       |
|      | José Bernardino Batista Pereira de Almeida                                                | 18 de junho de 1828    | 25 de setembro de 1828 | D. Pedro I       |
|      | Miguel Calmon du Pin e Almeida (marquês de Abrantes)                                      | 25 de setembro de 1828 | 4 de dezembro de 1829  | D. Pedro I       |
|      | Felisberto Caldeira Brant Pontes de Oliveira Horta (marquês de Barbacena)                 | 4 de dezembro de 1829  | 2 de outubro de 1830   | D. Pedro I       |
|      | José Antônio Lisboa                                                                       | 2 de outubro de 1830   | 3 de novembro de 1830  | D. Pedro I       |
|      | Antônio Francisco de Paula de Holanda Cavalcanti de Albuquerque (visconde de Albuquerque) | 3 de novembro de 1830  | 5 de abril de 1831     | D. Pedro I       |
|      | Manuel Jacinto Nogueira da Gama (marquês de Baependi)                                     | 5 de abril de 1831     | 7 de abril de 1831     | D. Pedro I       |

### Período regencial
| Foto                  | Nome                                                                                      | Início                 | Fim                    | Regente                   |
| --------------------- | ----------------------------------------------------------------------------------------- | ---------------------- | ---------------------- | ------------------------- |
|                       | José Inácio Borges                                                                        | 7 de abril de 1831     | 16 de julho de 1831    | Regência Trina Provisória |
|                       | Bernardo Pereira de Vasconcelos                                                           | 16 de julho de 1831    | 10 de maio de 1832     | Regência Trina Permanente |
|                       | Joaquim José Rodrigues Torres (visconde de Itaboraí)                                      | 10 de maio de 1832     | 3 de agosto de 1832    | Regência Trina Permanente |
|                       | Antônio Francisco de Paula de Holanda Cavalcanti de Albuquerque (visconde de Albuquerque) | 3 de agosto de 1832    | 13 de setembro de 1832 | Regência Trina Permanente |
|                       | Nicolau Pereira de Campos Vergueiro                                                       | 13 de setembro de 1832 | 14 de dezembro de 1832 | Regência Trina Permanente |
|                       | Cândido José de Araújo Viana (marquês de Sapucaí)                                         | 14 de dezembro de 1832 | 2 de junho de 1834     | Regência Trina Permanente |
|                       | Antônio Pinto Chichorro da Gama                                                           | 2 de junho de 1834     | 7 de outubro de 1834   | Regência Trina Permanente |
|                       | Manuel do Nascimento Castro e Silva                                                       | 7 de outubro de 1834   | 12 de outubro de 1835  | Regência Trina Permanente |
| 12 de outubro de 1835 | Manuel do Nascimento Castro e Silva                                                       | 16 de maio de 1837     | Diogo Antônio Feijó    |                           |
|                       | Manuel Alves Branco (visconde de Caravelas)                                               | 16 de maio de 1837     | Diogo Antônio Feijó    | 19 de setembro de 1837    |
|                       | Miguel Calmon du Pin e Almeida (marquês de Abrantes)                                      | 19 de setembro de 1837 | 16 de abril de 1839    | Pedro de Araújo Lima      |
|                       | Cândido Batista de Oliveira                                                               | 16 de abril de 1839    | 1 de setembro de 1839  | Pedro de Araújo Lima      |
|                       | Manuel Alves Branco (visconde de Caravelas)                                               | 1 de setembro de 1839  | 18 de maio de 1840     | Pedro de Araújo Lima      |
|                       | José Antônio da Silva Maia                                                                | 18 de maio de 1840     | 24 de julho de 1840    | Pedro de Araújo Lima      |

### Segundo reinado
| Foto | Nome                                                                                      | Início                  | Fim                     | Chefe de governo                                                                                        |
| ---- | ----------------------------------------------------------------------------------------- | ----------------------- | ----------------------- | --- |
|      | Martim Francisco Ribeiro de Andrada                                                       | 24 de julho de 1840     | 23 de março de 1841     | D. Pedro II (a partir de 22 de maio de 1847 teve função apenas de chefe de Estado)                      |
|      | Miguel Calmon du Pin e Almeida (marquês de Abrantes)                                      | 23 de março de 1841     | 20 de janeiro de 1843   | D. Pedro II (a partir de 22 de maio de 1847 teve função apenas de chefe de Estado)                      |
|      | Joaquim Francisco Viana                                                                   | 20 de janeiro de 1843   | 2 de fevereiro de 1844  | D. Pedro II (a partir de 22 de maio de 1847 teve função apenas de chefe de Estado)                      |
|      | Manuel Alves Branco (visconde de Caravelas)                                               | 2 de fevereiro de 1844  | 2 de maio de 1846       | D. Pedro II (a partir de 22 de maio de 1847 teve função apenas de chefe de Estado)                      |
|      | Antônio Francisco de Paula de Holanda Cavalcanti de Albuquerque (visconde de Albuquerque) | 2 de maio de 1846       | 17 de maio de 1847      | D. Pedro II (a partir de 22 de maio de 1847 teve função apenas de chefe de Estado)                      |
|      | José Joaquim Fernandes Torres (interino)                                                  | 17 de maio de 1847      | 22 de maio de 1847      | D. Pedro II (a partir de 22 de maio de 1847 teve função apenas de chefe de Estado)                      |
|      | Manuel Alves Branco (visconde de Caravelas)                                               | 22 de maio de 1847      | 20 de outubro de 1847   | Manuel Alves Branco                                                                                     |
|      | Saturnino de Sousa e Oliveira Coutinho (interino)                                         | 20 de outubro de 1847   | 18 de novembro de 1847  | Manuel Alves Branco                                                                                     |
|      | Manuel Alves Branco (visconde de Caravelas)                                               | 18 de novembro de 1847  | 8 de março de 1848      | Manuel Alves Branco                                                                                     |
|      | Antônio Paulino Limpo de Abreu (visconde de Abaeté)                                       | 8 de março de 1848      | 14 de maio de 1848      | José Carlos Pereira de Almeida Torres                                                                   |
|      | Dias de Carvalho                                                                          | 14 de maio de 1848      | 31 de maio de 1848      | José Carlos Pereira de Almeida Torres                                                                   |
|      | Francisco de Paula Sousa e Melo                                                           | 31 de maio de 1848      | 18 de agosto de 1848    | Francisco de Paula Sousa e Melo                                                                         |
|      | Bernardo de Sousa Franco (visconde de Souza Franco, interino)                             | 18 de agosto de 1848    | 29 de setembro de 1848  | Francisco de Paula Sousa e Melo                                                                         |
|      | Pedro de Araújo Lima (marquês de Olinda)                                                  | 29 de setembro de 1848  | 6 de outubro de 1848    | Pedro de Araújo Lima                                                                                    |
|      | José Joaquim Fernandes Torres (interino)                                                  | 6 de outubro de 1848    | 6 de dezembro de 1850   | José da Costa Carvalho                                                                                  |
|      | Paulino José Soares de Sousa (visconde de Uruguai, interino)                              | 6 de dezembro de 1850   | 13 de janeiro de 1851   | José da Costa Carvalho                                                                                  |
|      | José Joaquim Fernandes Torres (reassumiu)                                                 | 13 de janeiro de 1851   | 12 de fevereiro de 1853 | José da Costa Carvalho (até 11 de maio de 1852) Joaquim José Rodrigues Torres (exerceu as duas funções) |
|      | Manuel Felizardo de Sousa e Melo (interino)                                               | 12 de fevereiro de 1853 | 6 de setembro de 1853   | Joaquim José Rodrigues Torres                                                                           |
|      | Honório Hermeto Carneiro Leão (marquês do Paraná)                                         | 6 de setembro de 1853   | 12 de janeiro de 1855   | Honório Hermeto Carneiro Leão                                                                           |
|      | Antônio Paulino Limpo de Abreu (visconde de Abaeté)                                       | 12 de janeiro de 1855   | 27 de janeiro de 1855   | Antônio Paulino Limpo de Abreu (exercendo as duas funções)                                              |
|      | Honório Hermeto Carneiro Leão (marquês do Paraná)                                         | 27 de janeiro de 1855   | 23 de agosto de 1856    | Antônio Paulino Limpo de Abreu                                                                          |
|      | João Maurício Wanderley (barão de Cotegipe)                                               | 23 de agosto de 1856    | 4 de maio de 1857       | Antônio Paulino Limpo de Abreu                                                                          |
|      | Bernardo de Sousa Franco (visconde de Souza Franco)                                       | 4 de maio de 1857       | 12 de dezembro de 1858  | Antônio Paulino Limpo de Abreu                                                                          |
|      | Francisco de Sales Torres Homem (visconde de Inhomirim)                                   | 12 de dezembro de 1858  | 10 de agosto de 1859    | Antônio Paulino Limpo de Abreu                                                                          |
|      | Ângelo Moniz da Silva Ferraz (barão de Uruguaiana)                                        | 10 de agosto de 1859    | 2 de março de 1861      | Ângelo Moniz da Silva Ferraz (exercendo as duas funções)                                                |
|      | José Maria da Silva Paranhos (visconde do Rio Branco)                                     | 2 de março de 1861      | 24 de maio de 1862      | Luís Alves de Lima e Silva                                                                              |
|      | Dias de Carvalho                                                                          | 24 de maio de 1862      | 30 de maio de 1862      | Zacarias de Góis e Vasconcelos                                                                          |
|      | Antônio Francisco de Paula de Holanda Cavalcanti de Albuquerque (visconde de Albuquerque) | 30 de maio de 1862      | 8 de abril de 1863      | Pedro de Araújo Lima                                                                                    |
|      | Miguel Calmon du Pin e Almeida (marquês de Abrantes)                                      | 8 de abril de 1863      | 15 de janeiro de 1864   | Pedro de Araújo Lima                                                                                    |
|      | Dias de Carvalho                                                                          | 15 de janeiro de 1864   | 31 de agosto de 1864    | Zacarias de Góis e Vasconcelos                                                                          |
|      | Carlos Carneiro de Campos (3.º visconde de Caravelas)                                     | 31 de agosto de 1864    | 12 de maio de 1865      | Francisco José Furtado                                                                                  |
|      | Dias de Carvalho                                                                          | 12 de maio de 1865      | 4 de março de 1866      | Pedro de Araújo Lima                                                                                    |
|      | Francisco de Paula da Silveira Lobo                                                       | 4 de março de 1866      | 7 de março de 1866      | Pedro de Araújo Lima                                                                                    |
|      | João da Silva Carrão                                                                      | 7 de março de 1866      | 3 de agosto de 1866     | Pedro de Araújo Lima                                                                                    |
|      | Zacarias de Góis e Vasconcelos                                                            | 3 de agosto de 1866     | 16 de julho de 1868     | Zacarias de Góis e Vasconcelos                                                                          |
|      | José Joaquim Fernandes Torres                                                             | 16 de julho de 1868     | 29 de setembro de 1870  | Joaquim José Rodrigues Torres                                                                           |
|      | Francisco de Sales Torres Homem (visconde de Inhomirim)                                   | 29 de setembro de 1870  | 7 de março de 1871      | José Antônio Pimenta Bueno                                                                              |
|      | José Maria da Silva Paranhos (visconde do Rio Branco)                                     | 7 de março de 1871      | 25 de junho de 1875     | José Maria da Silva Paranhos                                                                            |
|      | João Maurício Wanderley (barão de Cotegipe)                                               | 25 de junho de 1875     | 5 de fevereiro de 1878  | Luís Alves de Lima e Silva                                                                              |
|      | João Lins Vieira Cansanção de Sinimbu (visconde de Sinimbu)                               | 5 de fevereiro de 1878  | 13 de fevereiro de 1878 | João Lins Vieira Cansanção de Sinimbu                                                                   |
|      | Gaspar da Silveira Martins                                                                | 13 de fevereiro de 1878 | 8 de fevereiro de 1879  | João Lins Vieira Cansanção de Sinimbu                                                                   |
|      | Afonso Celso de Assis Figueiredo (visconde de Ouro Preto)                                 | 8 de fevereiro de 1879  | 28 de março de 1880     | João Lins Vieira Cansanção de Sinimbu                                                                   |
|      | José Antônio Saraiva                                                                      | 28 de março de 1880     | 21 de janeiro de 1882   | José Antônio Saraiva                                                                                    |
|      | Martinho Álvares da Silva Campos                                                          | 21 de janeiro de 1882   | 3 de julho de 1882      | Martinho Álvares da Silva Campos                                                                        |
|      | João Lustosa da Cunha Paranaguá (2.º marquês de Paranaguá)                                | 3 de julho de 1882      | 24 de maio de 1883      | João Lustosa da Cunha Paranaguá                                                                         |
|      | Lafayette Rodrigues Pereira                                                               | 24 de maio de 1883      | 6 de junho de 1884      | Lafayette Rodrigues Pereira                                                                             |
|      | Sousa Dantas                                                                              | 6 de junho de 1884      | 6 de maio de 1885       | Sousa Dantas                                                                                            |
|      | José Antônio Saraiva                                                                      | 6 de maio de 1885       | 20 de agosto de 1885    | José Antônio Saraiva                                                                                    |
|      | Francisco Belisário Soares de Sousa                                                       | 20 de agosto de 1885    | 10 de março de 1888     | João Maurício Wanderley                                                                                 |
|      | João Alfredo Correia de Oliveira                                                          | 10 de março de 1888     | 7 de junho de 1889      | João Alfredo Correia de Oliveira                                                                        |
|      | Afonso Celso de Assis Figueiredo (visconde de Ouro Preto)                                 | 7 de junho de 1889      | 20 de julho de 1889     | Afonso Celso de Assis Figueiredo                                                                        |
|      | Cândido Luís Maria de Oliveira (interino)                                                 | 20 de julho de 1889     | 28 de julho de 1889     | Afonso Celso de Assis Figueiredo                                                                        |
|      | Afonso Celso de Assis Figueiredo (visconde de Ouro Preto, reassumiu)                      | 28 de julho de 1889     | 15 de novembro de 1889  | Afonso Celso de Assis Figueiredo                                                                        |

## República

### República Velha(1.ª República)
| Foto | Nome                                         | Início                 | Fim                    | Presidente         |
| ---- | -------------------------------------------- | ---------------------- | ---------------------- | ------------------ |
|      | Ruy Barbosa                                  | 15 de novembro de 1889 | 21 de janeiro de 1891  | Deodoro da Fonseca |
|      | Tristão de Alencar Araripe                   | 22 de janeiro de 1891  | 4 de julho de 1891     | Deodoro da Fonseca |
|      | Henrique Pereira de Lucena (barão de Lucena) | 4 de julho de 1891     | 23 de novembro de 1891 | Deodoro da Fonseca |
|      | Antão Gonçalves de Faria (interino)          | 23 de novembro de 1891 | 26 de novembro de 1891 | Floriano Peixoto   |
|      | Rodrigues Alves                              | 26 de novembro de 1891 | 31 de agosto de 1892   | Floriano Peixoto   |
|      | Antão Gonçalves de Faria (interino)          | 31 de dezembro de 1891 | 10 de janeiro de 1892  | Floriano Peixoto   |
|      | Serzedelo Correia                            | 31 de agosto de 1892   | 30 de abril de 1893    | Floriano Peixoto   |
|      | Felisbelo Firmo de Oliveira Freire           | 30 de abril de 1893    | 18 de agosto de 1894   | Floriano Peixoto   |
|      | Alexandre Cassiano do Nascimento (interino)  | 18 de agosto de 1894   | 15 de novembro de 1894 | Floriano Peixoto   |
|      | Rodrigues Alves                              | 15 de novembro de 1894 | 20 de novembro de 1896 | Prudente de Morais |
|      | Bernardino de Campos                         | 20 de novembro de 1896 | 15 de novembro de 1898 | Prudente de Morais |
|      | Joaquim Murtinho                             | 15 de novembro de 1898 | 2 de setembro de 1902  | Campos Sales       |
|      | Sabino Barroso                               | 2 de setembro de 1902  | 15 de novembro de 1902 | Campos Sales       |
|      | Leopoldo de Bulhões                          | 15 de novembro de 1902 | 15 de novembro de 1906 | Rodrigues Alves    |
|      | David Morethson Campista                     | 15 de novembro de 1906 | 14 de junho de 1909    | Afonso Pena        |
|      | Leopoldo de Bulhões                          | 14 de junho de 1909    | 15 de novembro de 1910 | Nilo Peçanha       |
|      | Francisco Antônio de Sales                   | 15 de novembro de 1910 | 9 de maio de 1913      | Hermes da Fonseca  |
|      | Rivadávia Correia (interino)                 | 9 de maio de 1913      | 11 de agosto de 1913   | Hermes da Fonseca  |
|      | Rivadávia Correia                            | 11 de agosto de 1913   | 15 de novembro de 1914 | Hermes da Fonseca  |
|      | Sabino Barroso                               | 15 de novembro de 1914 | 31 de maio de 1915     | Venceslau Brás     |
|      | Pandiá Calógeras (interino)                  | 1 de maio de 1915      | 8 de julho de 1915     | Venceslau Brás     |
|      | Pandiá Calógeras                             | 8 de julho de 1915     | 6 de setembro de 1917  | Venceslau Brás     |
|      | Augusto Tavares de Lira (interino)           | 29 de maio de 1916     | 30 de junho de 1916    | Venceslau Brás     |
|      | Antônio Carlos Ribeiro de Andrada            | 6 de setembro de 1917  | 1 de novembro de 1918  | Venceslau Brás     |
|      | Augusto Tavares de Lira (interino)           | 1 de novembro de 1918  | 15 de novembro de 1918 | Venceslau Brás     |
|      | Amaro Cavalcanti                             | 15 de novembro de 1918 | 17 de janeiro de 1919  | Delfim Moreira     |
|      | João Ribeiro de Oliveira e Sousa             | 17 de janeiro de 1919  | 27 de julho de 1919    | Delfim Moreira     |
|      | Homero Batista                               | 27 de julho de 1919    | 15 de novembro de 1922 | Epitácio Pessoa    |
|      | Rafael de Abreu Sampaio Vidal                | 15 de novembro de 1922 | 2 de janeiro de 1925   | Artur Bernardes    |
|      | Aníbal Freire da Fonseca                     | 2 de janeiro de 1925   | 15 de novembro de 1926 | Artur Bernardes    |
|      | Getúlio Vargas                               | 15 de novembro de 1926 | 17 de dezembro de 1927 | Washington Luís    |
|      | Oliveira Botelho                             | 17 de dezembro de 1927 | 24 de outubro de 1930  | Washington Luís    |

### Era Vargas(2.ªe3.ªRepúblicas)
| Foto | Nome                                         | Início                 | Fim                    | Presidente                           |
| ---- | -------------------------------------------- | ---------------------- | ---------------------- | ------------------------------------ |
|      | Agenor Lafayette de Roure                    | 25 de outubro de 1930  | 4 de novembro de 1930  | Junta Governativa Provisória de 1930 |
|      | José Maria Whitaker                          | 4 de novembro de 1930  | 16 de novembro de 1931 | Getúlio Vargas                       |
|      | Osvaldo Aranha                               | 16 de novembro de 1931 | 24 de julho de 1934    | Getúlio Vargas                       |
|      | Artur de Sousa Costa                         | 24 de julho de 1934    | 29 de outubro de 1945  | Getúlio Vargas                       |
|      | Orlando Bandeira Vilela (interino)           | 14 de junho de 1937    | 9 de agosto de 1937    | Getúlio Vargas                       |
|      | Romero Estelita Cavalcanti Pessoa (interino) | 25 de janeiro de 1939  | 18 de março de 1941    | Getúlio Vargas                       |
|      | Paulo de Lira Tavares (interino)             | 23 de junho de 1944    | 11 de agosto de 1944   | Getúlio Vargas                       |
|      | José Pires do Rio                            | 29 de outubro de 1945  | 1 de fevereiro de 1946 | José Linhares                        |

### Período Populista(4.ª República)
| Foto                   | Nome                                               | Início                 | Fim                    | Presidente                      |
| ---------------------- | -------------------------------------------------- | ---------------------- | ---------------------- | ------------------------------- |
|                        | Gastão Vidigal                                     | 1 de fevereiro de 1946 | 15 de outubro de 1946  | Eurico Gaspar Dutra             |
|                        | Onaldo Brancante Machado (interino)                | 15 de outubro de 1946  | 21 de outubro de 1946  | Eurico Gaspar Dutra             |
|                        | Pedro Luís Correia e Castro                        | 21 de outubro de 1946  | 10 de junho de 1949    | Eurico Gaspar Dutra             |
|                        | Oscar Santa Maria Pereira (interino)               | 17 de janeiro de 1947  | 24 de janeiro de 1947  | Eurico Gaspar Dutra             |
|                        | José Vieira Machado (interino)                     | 15 de setembro de 1947 | 21 de novembro de 1947 | Eurico Gaspar Dutra             |
|                        | Ovídio de Abreu (interino)                         | 27 de setembro de 1948 | 5 de novembro de 1948  | Eurico Gaspar Dutra             |
|                        | Manuel Guilherme da Silveira Filho                 | 10 de junho de 1949    | 31 de janeiro de 1951  | Eurico Gaspar Dutra             |
|                        | Horácio Lafer                                      | 1 de fevereiro de 1951 | 15 de junho de 1953    | Getúlio Vargas                  |
|                        | Alberto Andrade de Queirós (interino)              | 27 de agosto de 1952   | 1 de outubro de 1952   | Getúlio Vargas                  |
|                        | Osvaldo Aranha                                     | 16 de junho de 1953    | 24 de agosto de 1954   | Getúlio Vargas                  |
|                        | Eugênio Gudin                                      | 25 de agosto de 1954   | 12 de abril de 1955    | Café Filho                      |
|                        | Otávio Gouveia de Bulhões (interino)               | 20 de setembro de 1954 | 8 de novembro de 1954  | Café Filho                      |
|                        | José Maria Whitaker                                | 13 de abril de 1955    | 10 de outubro de 1955  | Café Filho                      |
|                        | Mário Leopoldo Pereira da Câmara                   | 11 de outubro de 1955  | 8 de novembro de 1955  | Café Filho                      |
| 8 de novembro de 1955  | Mário Leopoldo Pereira da Câmara                   | 11 de novembro de 1955 | Carlos Luz             |                                 |
| 11 de novembro de 1955 | Mário Leopoldo Pereira da Câmara                   | 31 de janeiro de 1956  | Nereu Ramos            |                                 |
|                        | José Maria Alkmin                                  | 1 de fevereiro de 1956 | 24 de junho de 1958    | Juscelino Kubitschek            |
|                        | Sebastião Paes de Almeida (interino)               | 19 de setembro de 1956 | 26 de outubro de 1956  | Juscelino Kubitschek            |
|                        | João de Oliveira Castro Viana Júnior (interino)    | 15 de agosto de 1957   | 9 de outubro de 1957   | Juscelino Kubitschek            |
|                        | Lucas Lopes                                        | 25 de junho de 1958    | 3 de junho de 1959     | Juscelino Kubitschek            |
|                        | Sebastião Paes de Almeida (interino)               | 28 de novembro de 1958 | 3 de junho de 1959     | Juscelino Kubitschek            |
|                        | Sebastião Paes de Almeida                          | 4 de junho de 1959     | 31 de janeiro de 1961  | Juscelino Kubitschek            |
|                        | Maurício Chagas Bicalho (interino)                 | 19 de setembro de 1959 | 15 de junho de 1960    | Juscelino Kubitschek            |
|                        | Antônio Carlos Barcellos (interino)                | 19 de setembro de 1960 | 29 de novembro de 1960 | Juscelino Kubitschek            |
|                        | Clemente Mariani                                   | 1 de fevereiro de 1961 | 25 de agosto de 1961   | Jânio Quadros                   |
|                        | Hamilton Prisco Paraíso (interino)                 | 8 de maio de 1961      | 18 de agosto de 1961   | Jânio Quadros                   |
|                        | Clemente Mariani (reassumiu)                       | 25 de agosto de 1961   | 7 de setembro de 1961  | Ranieri Mazzilli                |
|                        | Walther Moreira Salles                             | 8 de setembro de 1961  | 26 de junho de 1962    | João Goulart (parlamentarismo)  |
|                        | Tancredo Neves (interino)                          | 23 de março de 1962    | 9 de maio de 1962      | João Goulart (parlamentarismo)  |
|                        | Walther Moreira Salles (reassumiu)                 | 12 de julho de 1962    | 14 de setembro de 1962 | João Goulart (parlamentarismo)  |
|                        | Henrique Domingos Ribeiro Barbosa (interino)       | 22 de junho de 1962    | 3 de agosto de 1962    | João Goulart (parlamentarismo)  |
|                        | Francisco de Paula Brochado da Rocha               | 13 de julho de 1962    | 29 de julho de 1962    | João Goulart (parlamentarismo)  |
|                        | Miguel Calmon du Pin e Almeida Sobrinho (interino) | 3 de agosto de 1962    | 17 de setembro de 1962 | João Goulart (parlamentarismo)  |
|                        | Miguel Calmon du Pin e Almeida Sobrinho            | 18 de setembro de 1962 | 22 de janeiro de 1963  | João Goulart (parlamentarismo)  |
|                        | San Tiago Dantas                                   | 23 de janeiro de 1963  | 20 de junho de 1963    | João Goulart (presidencialismo) |
|                        | Antônio Balbino (interino)                         | 11 de março de 1963    | 26 de março de 1963    | João Goulart (presidencialismo) |
|                        | Carvalho Pinto                                     | 21 de junho de 1963    | 19 de dezembro de 1963 | João Goulart (presidencialismo) |
|                        | Hélio Bicudo (interino)                            | 19 de setembro de 1963 | 4 de outubro de 1963   | João Goulart (presidencialismo) |
|                        | Ney Neves Galvão                                   | 20 de dezembro de 1963 | 3 de abril de 1964     | João Goulart (presidencialismo) |
|                        | Waldyr Ramos Borges (interino)                     | 16 de março de 1964    | 20 de março de 1964    | João Goulart (presidencialismo) |

### Ditadura militar(5.ª República)
| Foto                  | Nome                                   | Início                 | Fim                      | Presidente            |
| --------------------- | -------------------------------------- | ---------------------- | ------------------------ | --------------------- |
|                       | Otávio Gouveia de Bulhões (interino)   | 4 de abril de 1964     | 15 de abril de 1964      | Ranieri Mazzilli      |
|                       | Otávio Gouveia de Bulhões              | 15 de abril de 1964    | 16 de março de 1967      | Castelo Branco        |
|                       | Roberto Campos (interino)              | 4 de setembro de 1964  | 15 de setembro de 1964   | Castelo Branco        |
|                       | Eduardo Lopes Rodrigues (interino)     | 23 de setembro de 1965 | 4 de dezembro de 1966    | Castelo Branco        |
|                       | Delfim Netto                           | 17 de março de 1967    | 31 de agosto de 1969     | Costa e Silva         |
|                       | Fernando Ribeiro do Val (interino)     | 24 de abril de 1967    | 6 de abril de 1969       | Costa e Silva         |
|                       | Delfim Netto (reassumiu)               | 31 de agosto de 1969   | 30 de outubro de 1969    | Junta militar de 1969 |
| 30 de outubro de 1969 | Delfim Netto (reassumiu)               | 15 de março de 1974    | Emílio Garrastazu Médici |                       |
|                       | José Flávio Pécora                     | 7 de abril de 1969     | Emílio Garrastazu Médici | 15 de março de 1974   |
|                       | Mário Henrique Simonsen                | 16 de março de 1974    | 15 de março de 1979      | Ernesto Geisel        |
|                       | Karlos Rischbieter                     | 16 de março de 1979    | 17 de janeiro de 1980    | João Figueiredo       |
|                       | Márcio Fortes (interino)               | 16 de março de 1979    | 17 de janeiro de 1980    | João Figueiredo       |
|                       | Ernane Galvêas                         | 18 de janeiro de 1980  | 14 de março de 1985      | João Figueiredo       |
|                       | Eduardo Pereira de Carvalho (interino) | 18 de janeiro de 1980  | 25 de março de 1981      | João Figueiredo       |
|                       | Carlos Viacava (interino)              | 25 de março de 1981    | 1 de março de 1983       | João Figueiredo       |

### Nova República(6.ª República)
| Foto                 | Nome                        | Órgão                  | Início                 | Fim                       | Presidente                |
| -------------------- | --------------------------- | ---------------------- | ---------------------- | ------------------------- | ------------------------- |
|                      | Francisco Dornelles         | Ministério da Fazenda  | 15 de março de 1985    | 26 de agosto de 1985      | José Sarney               |
|                      | Dilson Funaro               | Ministério da Fazenda  | 26 de agosto de 1985   | 29 de abril de 1987       | José Sarney               |
|                      | Luiz Carlos Bresser-Pereira | Ministério da Fazenda  | 29 de abril de 1987    | 21 de dezembro de 1987    | José Sarney               |
|                      | Maílson da Nóbrega          | Ministério da Fazenda  | 13 de maio de 1987     | 6 de janeiro de 1988      | José Sarney               |
| 6 de janeiro de 1988 | Maílson da Nóbrega          | Ministério da Fazenda  | 15 de março de 1990    |                           | José Sarney               |
|                      | Zélia Cardoso de Mello      | 15 de março de 1990    | 10 de maio de 1991     | Fernando Collor           |                           |
|                      | Marcílio Marques Moreira    | 10 de maio de 1991     | 2 de outubro de 1992   | Fernando Collor           |                           |
|                      | Gustavo Krause              | 2 de outubro de 1992   | 16 de dezembro de 1992 | Itamar Franco             |                           |
|                      | Paulo Roberto Haddad        | 16 de dezembro de 1992 | 1 de março de 1993     | Itamar Franco             |                           |
|                      | Eliseu Resende              | 1 de março de 1993     | 19 de maio de 1993     | Itamar Franco             |                           |
|                      | Fernando Henrique Cardoso   | 19 de maio de 1993     | 30 de março de 1994    | Itamar Franco             |                           |
|                      | Rubens Ricupero             | 30 de março de 1994    | 6 de setembro de 1994  | Itamar Franco             |                           |
|                      | Ciro Gomes                  | 6 de setembro de 1994  | 1 de janeiro de 1995   | Itamar Franco             |                           |
|                      | Pedro Malan                 | 1 de janeiro de 1995   | 1 de janeiro de 2003   | Fernando Henrique Cardoso |                           |
|                      | Antonio Palocci             | 1 de janeiro de 2003   | 27 de março de 2006    | Luiz Inácio Lula da Silva |                           |
|                      | Guido Mantega               | 27 de março de 2006    | 3 de janeiro de 2007   | Luiz Inácio Lula da Silva |                           |
|                      | Bernard Appy (interino)     | 3 de janeiro de 2007   | 14 de janeiro de 2007  | Luiz Inácio Lula da Silva |                           |
|                      | Guido Mantega (reassumiu)   | 14 de janeiro de 2007  | 1 de janeiro de 2011   | Luiz Inácio Lula da Silva |                           |
| 1 de janeiro de 2011 | Guido Mantega (reassumiu)   | 1 de janeiro de 2015   | Dilma Rousseff         |                           |                           |
|                      | Joaquim Levy                | 1 de janeiro de 2015   | Dilma Rousseff         | 18 de dezembro de 2015    |                           |
|                      | Nelson Barbosa              | 18 de dezembro de 2015 | Dilma Rousseff         | 12 de maio de 2016        |                           |
|                      | Henrique Meirelles          | 12 de maio de 2016     | 10 de abril de 2018    | Michel Temer              |                           |
|                      | Eduardo Guardia             | 10 de abril de 2018    | 1 de janeiro de 2019   | Michel Temer              |                           |
|                      | Paulo Guedes                | Ministério da Economia | 1 de janeiro de 2019   | 1 de janeiro de 2023      | Jair Bolsonaro            |
|                      | Fernando Haddad             | Ministério da Fazenda  | 1 de janeiro de 2023   | —                         | Luiz Inácio Lula da Silva |